# Mychajlo Kotsiubynskyj
Mychajlo Mychajlovytj Kotsiubynskyj (ukrainska: Михайло Михайлович Коцюбинський), född (5 g.s.) 17 september 1864 i Vinnytsia i guvernementet Podolien i Kejsardömet Ryssland, död (12 g.s.) 25 april 1913 i Kiev, var en ukrainsk författare. Han använde stundtals pseudonymen Zachar Kozub.
Kotsiubynskyj växte upp i Bar i Vinnytsia oblast och en rad andra orter i Podillien, där fadern arbetade som statstjänsteman. Under åren 1876–1880 studerade han vid Sjarhorods kyrkliga internatskola. Därefter började han vid det teologiska seminariet i Kamjanets-Podilskyj, varifrån han dock blev relegerad 1882 på grund av sina politiska aktiviteter inom den socialistiska rörelsen. Han blev häktad av polisen och stod sedan länge under polisuppsikt. Redan vid denna tid hade han blivit influerad av den uppvaknande ukrainska nationella idén. 
Hans första prosaförsök kom redan i tjugoårsåldern (1884) och var också skrivet på ukrainska: "Andrij Solovijko" (ukrainska: Андрій Соловійко). Publicering av ukrainsk litteratur var sedan 1876 förbjuden inom Ryska imperiet. 
Under 1888–1890 var han medlem av stadsduman i Vinnytsia. År 1890 besökte han den västra delen av dagens Ukraina, som då tillhörde Österrike-Ungern. Här var det ukrainska språket inte lika undertryckt som i Kejsardömet Ryssland. Kotsiubynskyj kom där i kontakt med ett flertal ukrainska kulturpersonligheter såsom Ivan Franko och Volodymyr Hnatjuk. Här i Lemberg kunde hans första berättelse komma i tryck för första gången: "Наша хатка" (Vår stuga). 
Han försörjde sig vid denna tid främst som privatlärare runt Vinnytsia, där han på nära håll kunde studera det traditionella ukrainska bylivet som senare ofta återkom i hans berättelser. Detta märks tydligt i bland annat "На віру" (Utan vigsel) från 1891 och "Дорогою ціною" (Dyrköpt) från 1901.

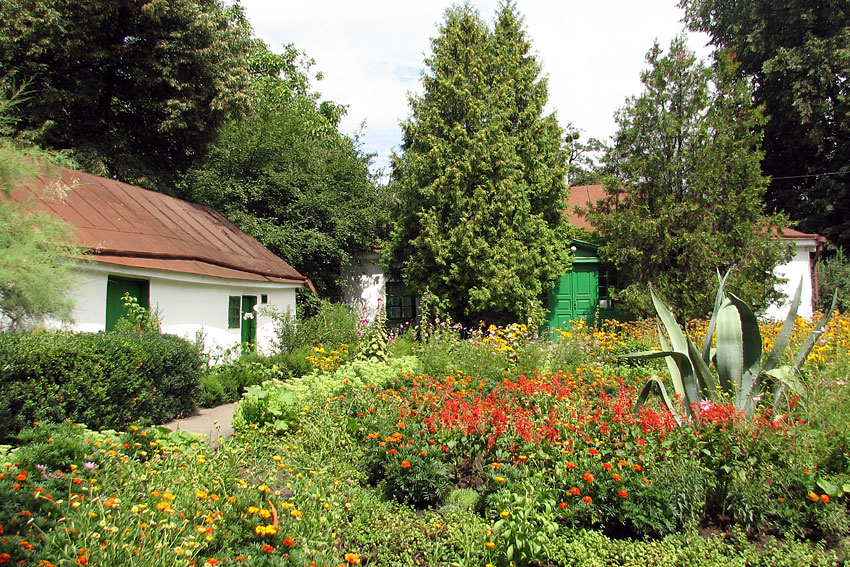
Mychajlo Kotsiubynskyjs museum i Vinnytsia.

Under större delen av åren 1892–1897 arbetade han för en statlig vinlus-kommission i Bessarabien och på Krim. Under samma tid var han medlem av det hemliga Tarassamfundet. 
I januari 1896 gifte han sig med den ukrainska revolutionären Vira Ustymivna Dejsja.
År 1898 flyttade de till Tjernihiv, där han arbetade som statistiker vid lokala förvaltningen. I Tjernihiv blev han ordförande i det lokala Upplysningssällskapet (Prosvita) 1906–1908.
Efter 1905 års ryska revolution blev Kotsiubynskyj öppnare i sin kritik av det tsarryska förtrycket, vilket märks i "Він іде" (Han kommer) och "Сміх" (Skratt), bägge från 1906 och "Persona grata" från 1907.
Kotsiubynskyjs största verk anses vara "Fata Morgana" i två delar från 1904 respektive 1910. Även här beskriver han de typiska sociala konflikterna i det ukrainska bylivet.    
På grund av hjärtproblem vistades Kotsiubynskyj under långa tider vid hälsoorter på Capri 1909–1911. Under samma tid besökte han även Grekland och de karpatiska bergstrakterna. År 1911 fick han ett stipendium från Sällskapet för vänner till ukrainsk litteratur och konst, som gjorde att han på heltid kunde ägna sig åt skrivandet. Hans hjärtproblem hade dock blivit allt värre och han avled redan två år senare. 
Ett drygt tjugotal noveller hann publiceras under Kotsiubynskyjs livstid. Ett flertal av dem översattes till andra språk. På svenska finns två noveller översatta av slavisten Alfred Jensen: "Utan vigsel" och "Dyrköpt" (1909 och i ny genomsedd upplaga 1918).
Under den sovjetiska perioden hyllades Kotsiubynskyj som realist och revolutionär demokrat och hans födelsehem i Vinnytsia öppnades som ett litterärt museum 1927. Senare uppfördes även en staty strax intill.
Ett flertal sovjetiska filmer är baserade på Kotsiubynskyjs noveller såsom "Koni ne vynni" (1956), "Dorohoju tsunoju" (1957) och "Tini zabutych predkiv" (1967). 
Sonen Jurij Mychajlovytj Kotsiubynskyj (1896–1937) var bolsjevik och stred på den röda sidan under inbördeskriget 1917–1921. Han innehade sedan höga poster inom det ukrainska kommunistpartiet, men blev 1936 arresterad och anklagad för kontrarevolutionär verksamhet och trotskism. Året därpå blev han dömd till döden och avrättad genom arkebusering.